# Eleonora di Toledo
Eleonora di Toledo (nata Donna Leonor Álvarez de Toledo y Osorio; Alba de Tormes, 1522 – Pisa, 17 dicembre 1562) fu una nobildonna spagnola, figlia di don Pedro Álvarez de Toledo y Zúñiga, viceré di Napoli, e di donna María Osorio y Pimentel, marchesa di Villafranca del Bierzo.
Eleonora fu la prima moglie di Cosimo I de' Medici e la seconda e ultima duchessa consorte di Firenze. Anche se spesso è chiamata "granduchessa Eleonora", non fu mai granduchessa di Toscana, poiché morì prima della creazione del Granducato di Toscana, creato nel 1569.  Durante i periodi di assenza o di malattia del marito, Eleonora assunse la funzione di reggente del Ducato di Firenze.

## Biografia

### Infanzia
Nacque ad Alba de Tormes nel 1522 da don Pedro Álvarez de Toledo y Zúñiga, viceré di Napoli, e da donna María Osorio y Pimentel, marchesa di Villafranca del Bierzo.
Castana e con gli occhi nocciola, aveva il viso di un ovale perfetto, i lineamenti dolci e pieni di un'innata maestà, come d'altronde traspare anche dai suoi ritratti.

### Matrimonio

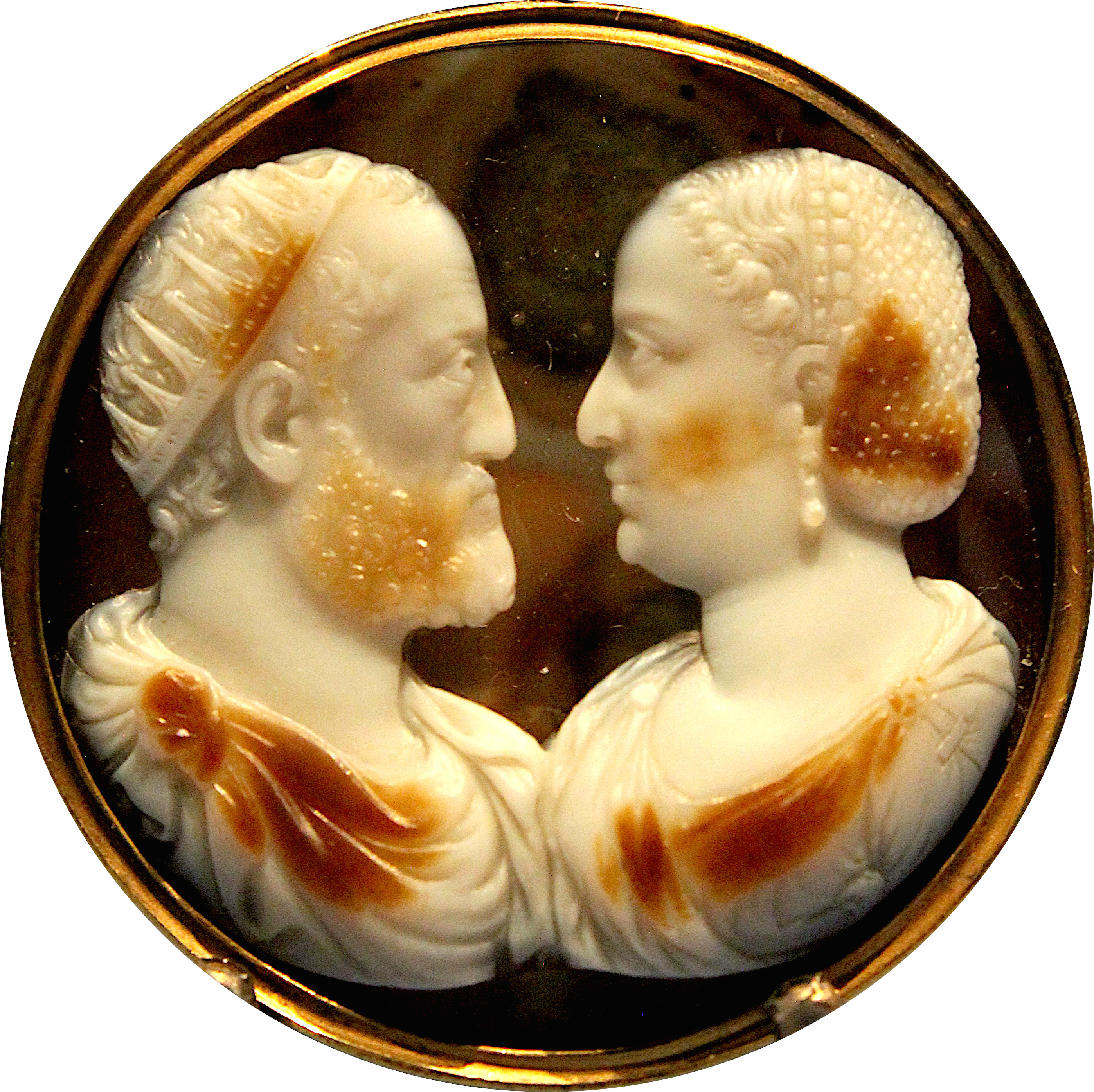
Domenico Compagni, cammeo in calcedonio e agata con i ritratti di Cosimo I ed Eleonora di Toledo, vestiti all'antica, 1574 circa, Tesoro dei Granduchi, Firenze

Eleonora andò in sposa a Cosimo I de' Medici nella primavera del 1539, all'età di diciassette anni. Cosimo era alla ricerca di una sposa che potesse aiutarlo a rafforzare la sua posizione politica. Inizialmente aveva chiesto la mano della vedova del duca Alessandro de' Medici, assassinato dal cugino Lorenzaccio. Ma Margherita d'Austria, figlia naturale di Carlo V, aveva mostrato delle enormi reticenze, che convenivano perfettamente a suo padre (il quale aveva altri progetti matrimoniali per lei). L'Imperatore, tuttavia, non volle comunque inimicarsi Cosimo (che rischiava di lasciarsi circonvenire dalla Francia) e al posto dell'arciduchessa vedova gli propose una delle figlie del ricchissimo viceré di Napoli, uno degli uomini più influenti della penisola e che godeva della sua piena fiducia.
Eleonora, già sposatasi per procura il 29 marzo 1539, salpò da Napoli l'11 giugno, accompagnata dal fratello García con sette galere al seguito, e arrivò a Livorno la mattina del 22 giugno. Lo stesso giorno partì per Pisa e a metà strada incontrò per la prima volta il marito Cosimo. Dopo un breve soggiorno a Pisa, la coppia ducale partì per Firenze, fermandosi alcuni giorni alla Villa di Poggio a Caiano. Domenica 29 giugno ci fu l'ingresso solenne della duchessa Eleonora a Firenze dalla Porta al Prato e lo sposalizio ufficiale nella chiesa di San Lorenzo, con una celebrazione in gran pompa seguita da sfarzosi festeggiamenti.

### Duchessa di Firenze

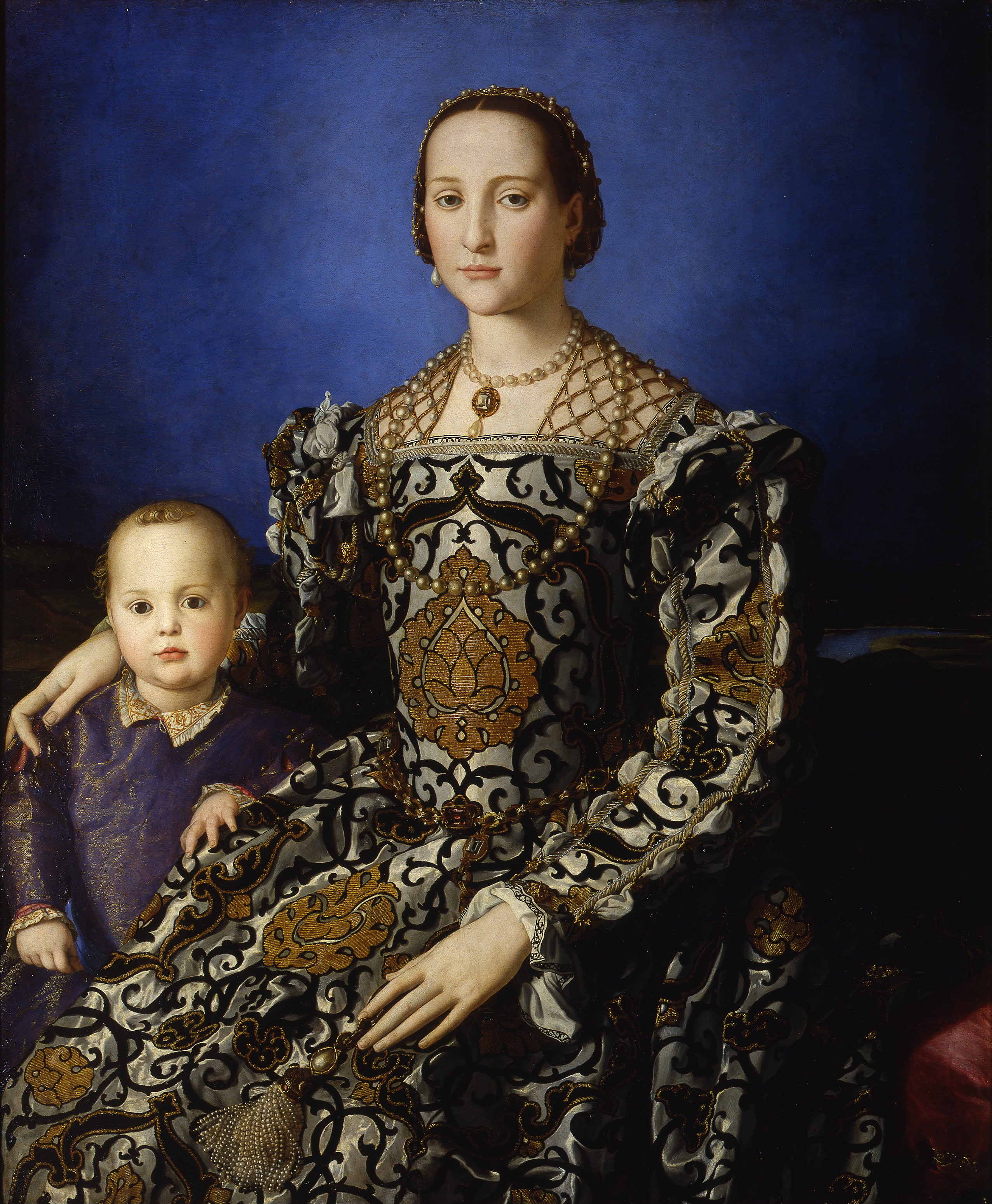
Agnolo Bronzino, Ritratto di Eleonora di Toledo col figlio Giovanni, 1545, Galleria degli Uffizi, Firenze.

Cosimo, che si era da poco impadronito del potere e non aveva né agganci politici né fondi economici, beneficiò molto della posizione raggiunta col suo matrimonio: di colpo si trovò in possesso di un immenso patrimonio e della parentela del governatore dell'Italia meridionale (don Pedro fu talmente fidato come viceré che ottenne il rinnovo della carica fino alla propria morte, avvenuta nel 1553).
La coppia prese residenza nel palazzo Medici di via Larga (oggi Palazzo Medici Riccardi), ma ben presto si trasferì in Palazzo Vecchio, che per l'occasione fu ristrutturato e ingrandito (al suo interno si trova la Cappella di Eleonora).
La coppia fu veramente molto innamorata e ce lo testimoniano, oltre ai cronisti, le numerose lettere tra i due. Finché Eleonora visse non si ebbe alcuna notizia di “scappatelle” di Cosimo, che difficilmente sarebbero passate inosservate in una città dove egli era sempre al centro dell'attenzione. Eleonora a sua volta era così attaccata al marito da sfiorare in alcuni casi la morbosità: alla notizia di un viaggio del duca, dove lei non poteva accompagnarlo, alcuni cortigiani la videro piangere e strapparsi i capelli. E quando lui era assente viveva in attesa delle sue lettere: ne avrebbe volute almeno due al giorno.
Eleonora possedeva inoltre il carattere giusto per stare al fianco di un uomo burrascoso e introverso come Cosimo de' Medici. Era l'unica persona che aveva un qualche ascendente sul marito, dalla quale accettava consigli e che sapeva come mitigare i suoi continui sbalzi di umore.
Dieci anni dopo il loro matrimonio, quando ormai Eleonora aveva già partorito sette dei suoi undici figli, fu terminata la costruzione di Palazzo Pitti, nuova residenza dei signori di Firenze e, con i soldi di Eleonora, furono comprati i terreni adiacenti che avrebbero formato il giardino di Boboli. Eleonora aveva infatti visto morire troppi figli piccoli per voler restare nell'"insalubre" Firenze, per cui sperava che nella zona meno affollata di Oltrarno, con un grande giardino arioso, pur sempre dentro la città, si sarebbero risolti i problemi di salute che affliggevano la sua famiglia.
Il motto che Cosimo aveva scelto per Eleonora era cum pudore laeta foecunditas, accompagnato ad una pavoncella che ripara i suoi piccoli sotto le ali, che ben si addiceva alla sua figura, materna sì ma anche fiera.
I fiorentini non l'amarono particolarmente, per il suo carattere visto come altezzoso, non abituati all'alterigia della corte spagnola. Non girava quasi mai a piedi in città, ma sempre a cavallo o su una lettiga che lei stessa aveva fatto decorare: di raso verde all'interno, di velluto dello stesso colore fuori. Lì se ne stava come “in un tabernacolo”, senza mai scostare le tendine per farsi guardare, sempre remota, inaccessibile quindi.
Era con le sue azioni che Eleonora manifestava la benevolenza verso il popolo: faceva abbondanti elemosine, aiutava le fanciulle bisognose a costruirsi una dote, sosteneva il piccolo clero, attingendo dalle sue rendite private. Amava molto gli animali domestici e ci è arrivata la notizia di un suo cagnolino, di un gatto, di un pappagallo.
La sua religiosità sfociava a volte nella bacchettoneria, ma indulgeva volentieri in alcune attività amene come il gioco, le scommesse, la passione per le corse dei cavalli.
Aveva una passione sconfinata per i gioielli, che amava indossare in copiosa quantità, e i suoi abiti sfarzosi seguivano le mode dell'epoca, ma si distinguevano per la squisita raffinatezza.

### Malattia e morte

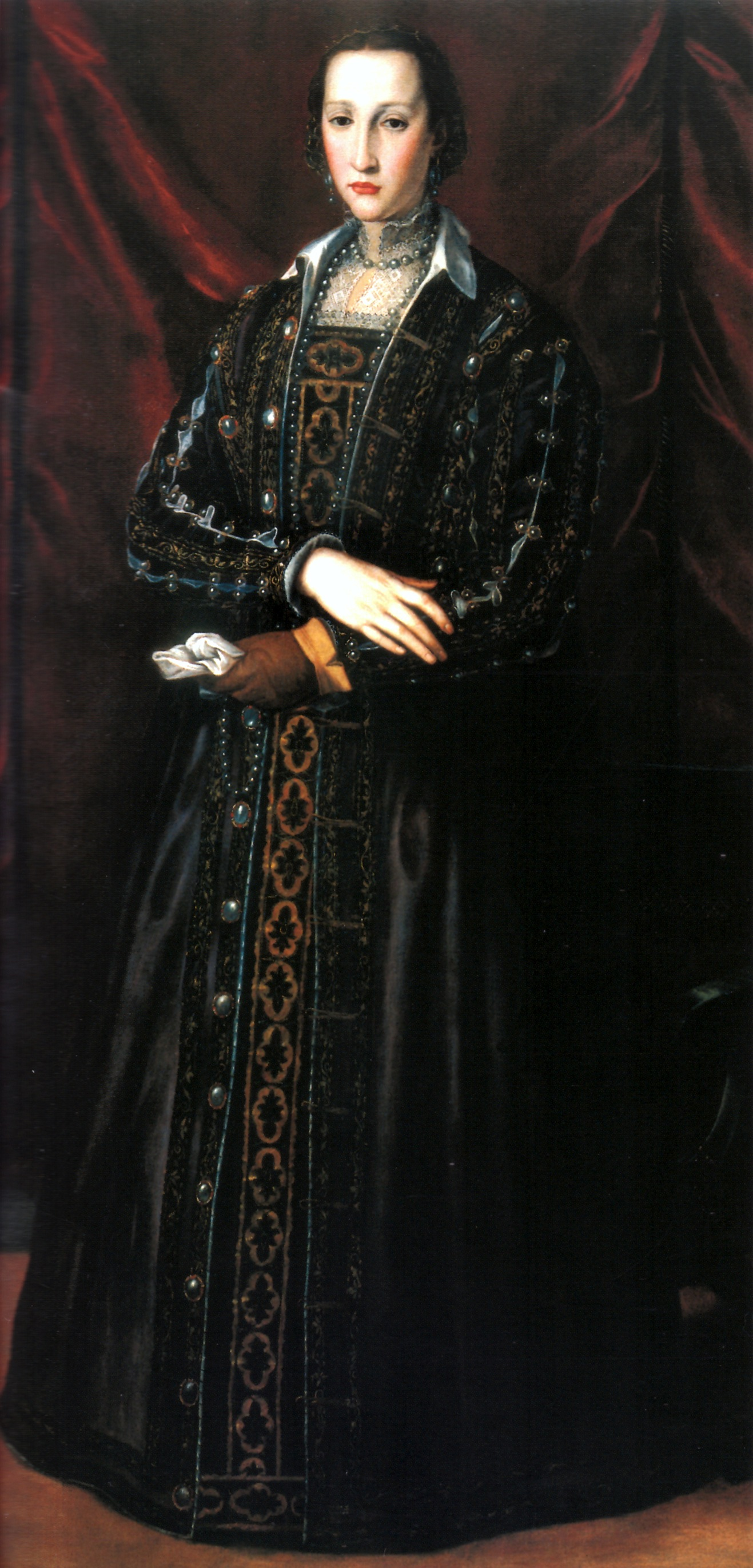
Bottega del Bronzino, Eleonora di Toledo, 1560 circa. In questo, come in altri ritratti simili dello stesso periodo, la duchessa mostra nel viso scavato gli evidenti segni della tubercolosi che l'aveva minata sin dal 1549.

Nell'ottobre 1562 Eleonora seguì Cosimo in un viaggio verso la Maremma, per vedere come procedevano i lavori di bonifica da lui iniziati; da lì si sarebbero in parte imbarcati per la Spagna per andare a trovare il primogenito Francesco Maria che vi si trovava già da circa un anno. Eleonora soffriva da tempo di emorragie polmonari e i dottori le avevano raccomandato di passare l'inverno nel mite clima della costa. Con lei erano partiti tre dei suoi figli: Giovanni, Garzia e Ferdinando nonostante la regione fosse infestata dalla malaria. Durante una sosta nel castello del Fitto di Cecina, però, Giovanni e Garzia morirono a distanza di poco tempo colpiti da forti febbri, e anche Eleonora si ammalò e morì nello spazio di un mese, a Pisa: aveva quarant'anni. Per non farla soffrire, dopo la struggente disperazione provata per la morte di Giovanni, sul letto di morte le fu taciuta la morte di Garzia, avvenuta sei giorni prima che lei morisse. Ferdinando, che sarebbe diventato prima cardinale e poi granduca, fu il solo che si salvò.
Nel corso degli anni prese campo una storia infondata su questo avvenimento, probabilmente inventata dagli esuli fiorentini nemici di Cosimo. Secondo questo racconto Garzia avrebbe pugnalato Giovanni durante una battuta di caccia e Cosimo, venuto a conoscenza dell'accaduto avrebbe ucciso Garzia. Eleonora, al sapere del duplice omicidio, sarebbe morta di crepacuore, addolorata anche dalla recente morte della figlia Lucrezia. Molti documenti, tra cui alcune lettere private di Cosimo al figlio Francesco, provano invece l'avvenuta morte di Eleonora e dei suoi figli a causa della malaria. Anche lo studio paleopatologico dei resti scheletrici di Eleonora, Garzia e Giovanni, effettuato nel corso del Progetto Medici nel 2004-2006, ha dimostrato la morte per malaria perniciosa da Plasmodium falciparum.

### Sepoltura

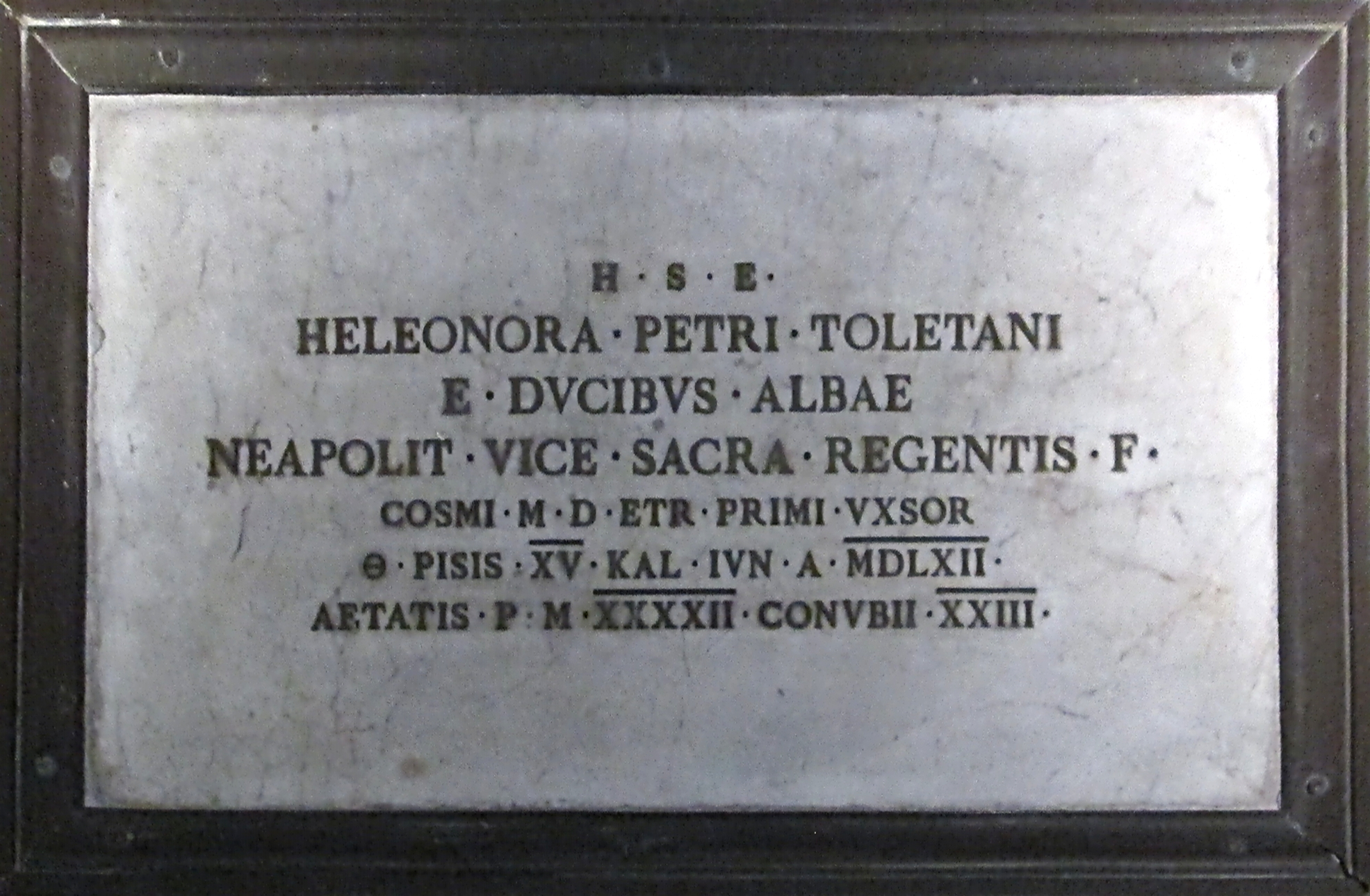
Tomba di Eleonora di Toledo nella cripta delle Cappelle medicee, basilica di San Lorenzo, Firenze.

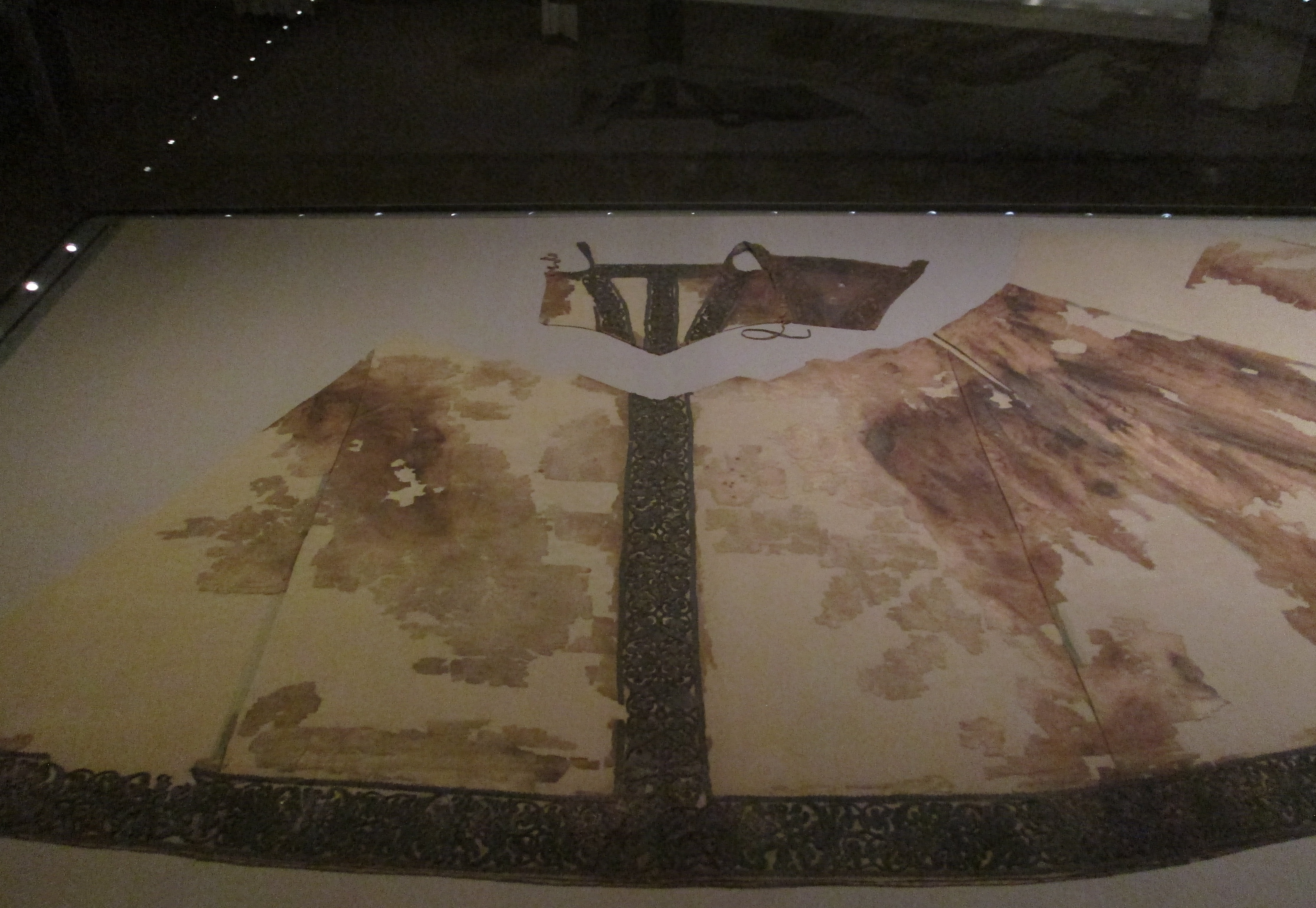
Abito funebre di Eleonora di Toledo, esposto nella Galleria del Costume di Palazzo Pitti.

Per molto tempo si è creduto che Eleonora fosse stata sepolta con lo stesso vestito presente nel celebre ritratto del Bronzino che la raffigura insieme al figlio Giovanni, ma all'effettiva apertura della tomba si scoprì che indossava un abito molto più semplice. Dopo un restauro lungo e complesso, l'abito originale è stato ricomposto ed esposto nella Galleria del Costume di Firenze, senza tuttavia permetterne un'esposizione tridimensionale a causa delle fragilissime condizioni in cui versa.
Nel 1857, durante una prima ricognizione delle salme dei Medici, così venne ritrovato il suo corpo: 

## Discendenza
La discendenza di Eleonora e Cosimo I, sebbene numerosa, non fu certo toccata dalla fortuna, a causa della tubercolosi a Firenze, che richiedeva spesso soggiorni nelle zone costiere, dove invece era presente la malaria. Morirono infatti di febbri malariche i figli Maria (1557), Giovanni (1562) e Garzia (1562), oltre alla stessa Eleonora (1562); altri tre (Pedricco, Antonio e Anna), morirono ancora in fasce; Lucrezia, Duchessa di Ferrara, Modena e Reggio, morì giovanissima di tubercolosi (anche se i nemici di suo marito, Alfonso II d'Este, insinuarono che fosse stata avvelenata da quest'ultimo, allo scopo di sposare l'Arciduchessa Barbara d'Austria, matrimonio politicamente più prestigioso); Francesco I morì misteriosamente insieme alla seconda moglie Bianca Cappello (per molti secoli si è ipotizzato che fossero stati avvelenati da Ferdinando I, ma le ultime analisi scientifiche smentiscono questa storia); Isabella venne strangolata dal marito con l'accusa di adulterio; Ferdinando I fu l'unico dei figli legittimi ad avvicinarsi alla vecchiaia e fu per molti anni il terzo Granduca di Toscana, morendo a 59 anni.
Inoltre, Cosimo I ebbe varie amanti, dalle quali nacquero quattro figli illegittimi.
Una sua nipote, Leonora Álvarez de Toledo y Colonna, figlia di suo fratello García Álvarez de Toledo y Osorio, andò nel 1571 in sposa al figlio Pietro; tuttavia, Leonora verrà assassinata dal marito con l'accusa di adulterio (1576).
| Ritratto | Nome             | Nascita           | Morte            | Età alla morte | Note |
|          | Maria            | 3 aprile 1540     | 19 novembre 1557 | 17 anni        | Morì a Livorno, probabilmente colpita dalla malaria |
|          | Francesco        | 25 marzo 1541     | 19 ottobre 1587  | 46 anni        | Sostituì in reggenza il padre Cosimo I dal 1564 e divenne il secondo Granduca di Toscana nel 1574. Morì improvvisamente e misteriosamente nella Villa medicea di Poggio a Caiano |
|          | Isabella         | 31 agosto 1542    | 15 luglio 1576   | 33 anni        | Duchessa di Bracciano come moglie di Paolo Giordano I Orsini, primo Duca di Bracciano, morì inaspettatamente nella Villa medicea di Cerreto Guidi; la versione ufficiale data dal fratello Francesco I è che "morì mentre si lavava i capelli", ma venne in realtà assassinata dal marito o per la scoperta della relazione extraconiugale della moglie con Troilo Orsini o su stesso ordine di Francesco I, che mal vedeva il prestigio della sorella |
|          | Giovanni         | 29 settembre 1543 | 20 novembre 1562 | 19 anni        | Cardinale di Santa Romana Chiesa, creato il 31 gennaio 1560 da papa Pio IV. Nel 1562 lui, la madre e due fratelli (Garzia e Ferdinando) contrassero la malaria e, salvo Ferdinando, morirono nel giro di poche settimane |
|          | Lucrezia         | 14 febbraio 1545  | 21 aprile 1561   | 16 anni        | Fu Duchessa di Ferrara, Modena e Reggio come moglie di Alfonso II d'Este. Morì di tubercolosi |
|          | Piero "Pedricco" | 7 agosto 1546     | 9 giugno 1547    | 306 giorni     | |
|          | Garzia           | 5 luglio 1547     | 6 dicembre 1562  | 15 anni        | Nel 1562 accompagnò il padre, con la madre e i fratelli Giovanni e Ferdinando, sulla costa toscana, per imbarcarsi alla volta della Spagna dove già si trovava il primogenito Francesco. Ma lui, la madre e i due fratelli contrassero la malaria e, salvo Ferdinando, morirono nel giro di poche settimane |
|          | Antonio          | 1548              | 1548             | 0 anni         | |
|          | Ferdinando       | 30 luglio 1549    | 7 febbraio 1609  | 59 anni        | Cardinale di Santa Romana Chiesa dal 1562, dopo la morte del fratello Francesco I salì sul trono del Granducato di Toscana, diventando il terzo Granduca (1587); nel 1589 rinunciò alla porpora cardinalizia per sposare Cristina di Lorena |
|          | Anna             | 19 marzo 1553     | 1º agosto 1553   | 135 giorni     | |
|          | Pietro           | 3 giugno 1554     | 25 aprile 1604   | 49 anni        | Generale delle galere toscane nel 1573 e ambasciatore fiorentino in Austria nel 1574; nel 1571 sposò la cugina materna Leonora Álvarez de Toledo, che nel 1576 assassinò nella Villa medicea di Cafaggiolo con l'accusa di adulterio. Generale delle fanterie italiane in Spagna e ambasciatore nel 1579; ambasciatore a Madrid dal 1586 al 1589 |